# ألبرت سيركو
ألبرت سيركو هو دراج على المضمار بلجيكي، ولد في 26 يناير 1918 في Bornem ‏ في بلجيكا، وتوفي في 24 أغسطس 1978 في روسلاريه في بلجيكا.

## وصلات خارجية
- ألبرت سيركو على موقع أرشيف الدراجات (الإنجليزية)
- ألبرت سيركو على موقع إحصائيات الدراجات الإحترافية (الإنجليزية)
- ألبرت سيركو على موقع CycleBase (الإنجليزية)